# Pont-Péan
Pont-Péan település Franciaországban, Ille-et-Vilaine megyében. Lakosainak száma 4289 fő (2022. január 1.). Pont-Péan Chartres-de-Bretagne, Noyal-Châtillon-sur-Seiche, Saint-Erblon, Orgères, Laillé és Bruz községekkel határos.

## Népesség
A település népességének változása:
| Lakosok száma | 2011 | 3213 | 3705 | 3905 | 4128 | 4463 | 4437 | 4413 | 4335 | 4289 |
|               | 1990 | 1999 | 2011 | 2013 | 2015 | 2017 | 2018 | 2019 | 2021 | 2022 |